# Высшее образование во Франции

## История
Просвещение и образование на территории современной Франции в своих первых организационных формах — школах — берет начало с периода римского господства в Галлии; обучение строилось в них по римскому образцу. В VI—VII вв. с распространением христианства возникли монастырские и церковные школы, а позднее — приходские училища.

### XIII—XIX века
В середине XII в. в Париже был основан первый французский университет, а в XIII—XIV вв. появляются университеты в Тулузе, Монпелье, Реймсе, Авиньоне, Орлеане и других городах. Они становятся известными центрами западноевропейской культуры и привлекают преподавателей и студентов из многих стран. Созданные при университетах колледжи давали среднее образование. В XV в. стали основываться не связанные с университетами колледжи, большинство из которых находилось под управлением иезуитов.
Накануне Великой французской революции в конце XVIII в. во Франции насчитывалось 22 университета, которые сохраняли свои средневековые традиции и структуры. Самые крупные из них состояли из 4 факультетов: искусств, теологии, права и медицины. Ни один из них не мог реально участвовать или даже следовать за общественными и научными течениями, начавшимися в Европе в XV в. Их несоответствие новым потребностям централизованного государства и нарождающейся промышленности побудило королевскую власть пойти на создание новых учебных заведений вне университетских стен. Так возникли в 1530 г. Королевский коллеж (Коллеж Франции), в 1626 г.— Королевский Сад (Национальный музей естественной истории), а в XVIII в. — высшие технические школы (Школа мостов и дорог, Школа горного дела и др.), к которым Конвент добавил позже Политехническую школу.
Во время революции университеты были закрыты Декретом от 15 сентября 1793 г. С приходом Наполеона к власти многие университеты заново открываются, частично или полностью реформированные.

### 1896—1966 годы
Декретом от 10 июля 1896 г. во Франции были вновь учреждены университеты. Этот закон ограничился тем, что объединил в федерацию разрозненные факультеты, деканы которых назначались министром. Деятельность факультетов координировалась общим советом, президентом которого был ректор территориальной Академии, представитель центральной власти. В то время как факультеты теологии, права, медицины имели вполне четкую профессиональную направленность, так называемые «академические» факультеты, естественнонаучные и гуманитарные, очень немногочисленные в то время, имели основной целью подготовку преподавателей средних школ на уровне лиценциата, их агрегацию, учрежденную в 1808 г., а также подготовку научно-педагогических кадров в докторантуре. Эти факультеты выполняли в то время функции, аналогичные функциям Высшей нормальной (педагогической) школы, являвшейся главным педагогическим вузом страны.
Эта концепция университетов, предназначенных для подготовки представителей свободных профессий, преподавателей и развития науки, не способствовала формированию кадров для промышленности. Однако уже с конца XIX в. в рамках естественнонаучных факультетов, находящихся в индустриальных районах, были созданы институты прикладных наук, которые начали готовить технических специалистов, вначале на уровне техников, а затем и инженеров.
После первой мировой войны Декретом от 31 июля 1920 г. в рамках университетов были организованы учебные подразделения, призванные стать центрами естественной связи между различными факультетами и между университетами и внешним миром, — школы инженеров, в последующем послужившие основой для создания высших национальных инженерных школ.
Становление новой университетской системы Франции было связано с ростом численности выпускников средних школ — бакалавров: 7000 выпускников в 1911 г., 15 000 — в 1931 г., 33 000 — в 1951 г. Соответственно
возрастала и численность студентов: 41 000 — в 1911 г, 79 000 — в 1938 г. и 140 000 — в 1950 г. Из 10 800 дипломов, выданных университетами в 1951 г., 3000 приходилось на юридические специальности, 2300 — научные и 4100 — на медицинские (включая стоматологию и фармацию). Что касается 3000 инженеров, подготовленных в указанном году, то только 700 из них являлись выпускниками университетских школ, остальные же, как и около 1000 специалистов финансово-коммерческого профиля, были подготовлены вузами неуниверситетского типа.
Таким образом, выпуск 1951 г. отражает фактически ту же миссию университетов, которая была предписана при их воссоздании в 1896 г., — готовить кадры для государственной администрации, представителей свободных профессий,
преподавателей. Новым было лишь несколько сотен инженеров, ежегодно выходивших из стен университета.
Социально-экономическое развитие Франции в последующие три десятилетия сопровождалось интенсивным расширением масштабов системы образования, особенно её средней и высшей ступени. Число бакалавров с 33 тыс. в 1951 г. выросло до 170 тыс. в 1985 г., то есть с 5 до 22 % соответствующей возрастной группы молодежи. А если учесть при этом выпускников средних школ технического профиля (бакалавры-техники), численность которых в 1985 г. составила 85 тыс. чел., то указанный показатель увеличивается в полтора раза. Количество студентов высших учебных заведений также возрастало, в частности, только в университетах их численность увеличилась от 140 тыс. в 1950 г. до 969 тыс. в 1985 г.
Это многократное быстрое расширение масштабов высшей школы, временами принимавшее неуправляемый характер и сопровождавшееся острыми социальными конфликтами, побуждало французские правящие круги
и университетскую общественность неоднократно ставить вопрос о необходимости изменения целей и организации высшего образования и периодически осуществлять их реформы.
До середины 60-х годов цели оставались теми же, что и в конце XIX в., однако потребности в преподавателях как средней, так и высшей школы и потребности науки были таковы, что несколько тысяч выпускников
естественнонаучных и гуманитарных факультетов в 50—60-е годы не могли их удовлетворить. В 1960 г., например, из 2246 выпускников естественнонаучных факультетов 1860 (то есть 83 %) стали преподавателями, однако потребность в том же году составляла 3200.
Развитие высшего образования в течение десятилетия после 1960 г. позволило разрешить эту проблему, но и одновременно поставило новую: что делать в дальнейшем с выпускниками указанных факультетов, число которых
постоянно увеличивалось, в то время как потребности в них стабилизировались или даже уменьшились с 1965 по 1970 г. Нужно было открыть для них возможность доступа к другим профессиям, соответствующим нуждам
промышленности, коммерции и т. д.
В этих целях был дан импульс развитию сети институтов прикладных наук, институтов но подготовке управленческих кадров и т. п., в которых выпускники естественнонаучных и гуманитарных факультетов могли за
относительно короткий срок (от 1 до 3 лет) получить профессиональную подготовку и диплом специалиста. Аналогичная подготовка стала осуществляться в ряде случаев и на самих факультетах, в связи с чем
изменились их названия: в ряде университетов факультет права стал называться факультетом нрава и экономических паук, естественнонаучный факультет — факультетом пауки и техники и т. п.
С целью ускорить эволюцию высшего образования в указанном направлении Декретом от 5 мая 1961 г. были учреждены новые дипломы: лиценциат прикладных наук и диплом высшего технического образования. В
соответствии с этим на некоторых естественнонаучных факультетах были введены новые учебные программы, ведущие к степени лиценциата прикладных наук, а на многих из них были созданы 2-годичные секции,
обучение на которых завершалось дипломом высшего технического образования.

### Реформа 1966 года
Реформа 1966 г. способствовала ещё большей диверсификации высшего образования. Для осуществления краткосрочной профессиональной подготовки было решено создать специальные, выделенные из факультетов структуры:
университетские институты технологии. Эти новые учебные образования были наделены собственными материально-техническими средствами и в них было разрешено работать преподавателям-практикам, не обязательно обладающим университетским статусом.
Первый год обучения в университетах, называвшийся годом подготовки и ориентации, в этом качестве был упразднен. Вместо него на большинстве факультетов (кроме медицинских) был выделен первый цикл обучения (первые
2 года), завершающийся дипломом общей университетской подготовки. Дипломы лиценциата естественных и гуманитарных наук, традиционно требовавшие 4 года обучения, стали выдаваться после 3 лет, а за 4 года мог
быть получен диплом более высокого уровня — «мэтриз», имеющий прикладную и исследовательскую ориентацию. Тем самым была заложена структура второго цикла высшего образования в виде двух одногодичных ступеней.
На уровне лиценциата и «мэтриз» в этот период открываются новые специальности, преимущественно прикладного характера: экономическое и социальное управление, прикладная лингвистика, прикладная информатика и т. д. Учреждаются новые дипломы третьего цикла: диплом углубленной подготовки и диплом о высшем специализированном образовании. Одновременно возрастает роль университетов в подготовке инженеров. В 1986 г. в рамках университетов функционировали 55 инженерных школ и 7 институтов. Подготовкой технических кадров в 2-годичных университетских институтах технологии было охвачено 64 тыс. студентов, хотя планировалось к этому времени достичь 125 тыс.
Наряду с общим расширением и диверсификацией высшего образования, и особенно его инженерно-технической составляющей, в 60-е годы начинает осуществляться процесс децентрализации. Одной из его форм явилось создание естественнонаучных и гуманитарных университетских колледжей, а также юридических институтов в городах, не имеющих университетов. Указанные меры по диверсификации и децентрализации высшего образования не
затрагивали, однако, его основных структур, остававшихся неизменными с 1896 г.

### Реформа 1968 года
Коренная реформа произошла в 1968 г., что в решающей степени было вызвано происходившими по всей Франции массовыми студенческими выступлениями, в ряде мест принимавшими форму баррикадных боев
студентов с силами полиции. Принятый в такой обстановке Закон об ориентации высшего образования от 12 ноября 1968 г. под тройным девизом: автономии, участия и многодисциплинарности — радикально изменил
организацию и структуру высшей школы.
Основные организационные компоненты вузов — факультеты и кафедры, а также входившие в состав университетов школы — были расформированы. Их место заняли новые междисциплинарные подразделения, так называемые
учебно-исследовательские единицы (Unite d’Enseignement et de Recherche). Вместе со специализированными институтами они стали основными центрами принятия решений в университетах, обладающими значительно большей
самостоятельностью в определении целей и содержания обучения и научных исследований.
В концептуальном аспекте Закон об ориентации определил миссию высших учебных заведений в широком социально-культурном плане, делая особый акцент на непрерывное культурное и профессиональное образование.
Эта концепция высшего образования была ещё более расширена в Законе от 26 января 1987 г., в котором университеты определяются как «государственные учреждения научного, культурного и профессионального характера».
Закон 1968 г. сопровождался реорганизацией не только внутренней структуры университетов. Существовавшие университеты, особенно наиболее крупные из них, как знаменитая Сорбонна в Париже, с трудом справлялись с огромными контингентами студентов и становились фактически неуправляемыми. В связи с этим было решено разделить все крупные университеты на самостоятельные вузы рациональных размеров, передав им в качестве ядра по несколько факультетов, группируемых по междисциплинарному принципу и с учётом требований децентрализации, то есть социально-экономической и географической целесообразности.
В Париже, таким образом, образовалось 13 университетов, каждый из которых имеет свой порядковый номер и отличается определенной учебной и научной направленностью. Так, например, Университет Париж-I ориентируется на социально-экономические и гуманитарные области знаний, вследствие чего большинство входящих в его состав учебно-исследовательских единиц и институтов имеет соответствующий профиль. Университет Париж-III (Новая Сорбонна) имеет выраженную языково-литературную направленность, Университет Париж-VI (им. Пьера и Марии Кюри) — естественнонаучную и т. д.
Реорганизованные и вновь созданные университеты, в состав которых были интегрированы также упоминавшиеся выше естественнонаучные и гуманитарные колледжи, были официально утверждены в своем новом статусе
в 1970 г., хотя фактическая их реорганизация продолжалась значительно дольше. В результате проведенной децентрализации и придания университетского статуса национальным политехническим институтам и
некоторым частным учебным заведениям количество вузов университетского типа во Франции увеличилось c 16 в 1961 г. до 77 в 1986 г.

## Современная система вузов
Структура современной системы французских вузов по-разному описывается различными источниками. К высшим учебным заведениям во Франции относятся все учебные заведения, осуществляющие общенаучную и специальную подготовку на базе полного среднего образования со сроками обучения от 2 до 11 лет. Речь идет, таким образом, о принятой на Западе расширительной концепции высшего образования, включающей в себя не только собственно высшее, но и так называемое послесреднее образование, являющееся аналогом среднего специального.

### Кодекс образования
Книга VII Кодекса образования содержит следующую классификацию французских вузов:
- Государственные учреждения научного, культурного и профессионального характера (фр. Les établissements publics à caractère scientifique, culturel et professionnel)
- Частные вузы (фр. Les établissements d'enseignement supérieur privés)
- Вузы административного характера, находящиеся в ведении министра, ответственного за высшее образование (фр. Les établissements d'enseignement supérieur à caractère administratif placés sous la tutelle du ministre chargé de l'enseignement supérieur)
- Специализированные вузы (фр. Les établissements d'enseignement supérieur spécialisés)

В Кодексе образования также имеется категория «Учреждения по подготовке учителей» (фр. Etablissements de formation des maîtres), которые являются структурными подразделениями университетов.

### Дуальная классификация
Сайт Министерства образования Франции выделяет две основные категории высших учебных заведений в рамках полного высшего образования:
- Университеты (фр. Les universités)
- Высшие (специализированные) школы (фр. Les écoles supérieures), среди которых особое место занимают Большие школы (фр. les "grandes écoles").

Эти категории отличаются друг от друга по типу образования и по устройству самого вуза.

### Иные категории вузов
Сайт Министерства высшего образования и исследований Франции перечисляет также следующие категории учреждений:
- Университетские институты технологии (фр. instituts universitaires de technologie (I.U.T.))
- Инженерные школы (фр. écoles d'ingénieurs )